# Krzemienica (powiat mielecki)
Krzemienica – wieś w Polsce położona w województwie podkarpackim, w powiecie mieleckim, w gminie Gawłuszowice}.
| SIMC    | Nazwa      | Rodzaj    |
| ------- | ---------- | --------- |
| 0665389 | Górki      | część wsi |
| 0665395 | Małe Górki | część wsi |

Przez wieś przepływa Kanał Chorzelowski.
W latach 1954–1959 wieś należała i była siedzibą władz gromady Krzemienica, po jej zniesieniu w gromadzie Gawłuszowice. W latach 1975–1998 miejscowość należała administracyjnie do województwa rzeszowskiego.
W nocy z 26 na 27 czerwca 1944 Gestapo przy udziale policji i wojska niemieckiego spacyfikowało wieś. Niemcy zamordowali 10 osób.
W Krzemienicy (pow. Mielecki) znajduje się stare cmentarzysko z epoki żelaza. Odkryto na nim 163 groby. Zostało ono wpisane do krajowego rejestru zabytków 13 marca 1971r i znajduje się na prywatnej posesji.